# Houari Ferhani
Houari Ferhani est un footballeur algérien né le 11 février 1993 à Koléa. Il évolue au poste d'arrière latéral gauche à l'Olympic Safi.

## Biographie
Houari Ferhani participe à la Coupe d'Afrique des nations des moins de 23 ans 2015 organisée au Sénégal ou l'Algérie atteindra la finale de la compétition, battue par le Nigeria. Ferhani a fait partie des joueurs retenus pour disputer les Jeux olympiques 2016.

## Statistiques
| Saison                | Club                  | Championnat           | Championnat | Championnat | Coupe(s) nationale(s) | Coupe(s) nationale(s) | Compétition(s) continentale(s) | Compétition(s) continentale(s) | Compétition(s) continentale(s) | Total | Total |
| Saison                | Club                  | Division              | M.          | B.          | M.                    | B.                    | Comp.                          | M.                             | B.                             | M.    | B.    |
| 2014-2015             | RC Arbaa              | 1                     | 25          | 1           | 4                     | 1                     | -                              | -                              | -                              | 29    | 2     |
| 2015-2016             | RC Arbaa              | 1                     | 11          | 0           | 0                     | 0                     | -                              | -                              | -                              | 11    | 0     |
| 2015-2016             | JS Kabylie            | 1                     | 14          | 1           | 0                     | 0                     | -                              | -                              | -                              | 14    | 1     |
| 2016-2017             | JS Kabylie            | 1                     | 27          | 1           | 5                     | 0                     | C3                             | 4                              | 0                              | 36    | 1     |
| 2017-2018             | JS Kabylie            | 1                     | 20          | 0           | 3                     | 0                     | -                              | -                              | -                              | 23    | 0     |
| 2018-2019             | ES Sétif              | 1                     | 20          | 0           | 3                     | 1                     | C1                             | 8                              | 0                              | 31    | 1     |
| Total sur la carrière | Total sur la carrière | Total sur la carrière | 117         | 3           | 15                    | 2                     | -                              | 12                             | 0                              | 144   | 5     |

### Matchs internationaux
Le tableau suivant liste les rencontres de l'équipe d'Algérie dans lesquelles Houari Ferhani a été sélectionné depuis le 14 novembre 2017 jusqu'à présent.

## Palmarès

### En club
- Vainqueur de la Coupe d'Algérie Junior en 2011 avec l'USM Blida.
- Finaliste de la Coupe d'Algérie en 2015 avec le RC Arbaa.
- Finaliste de la Coupe d'Algérie en 2018 avec la JS Kabylie.

### En sélection
- Finaliste de la CAN U23 2015 avec l'équipe d'Algérie olympique.